# Petropawliwka (Synelnykowe)
Petropawliwka (ukrainisch Петропавлівка; russisch Петропавловка/Petropawlowka) ist eine Siedlung städtischen Typs in der ukrainischen Oblast Dnipropetrowsk mit 8563 Einwohnern (2013).

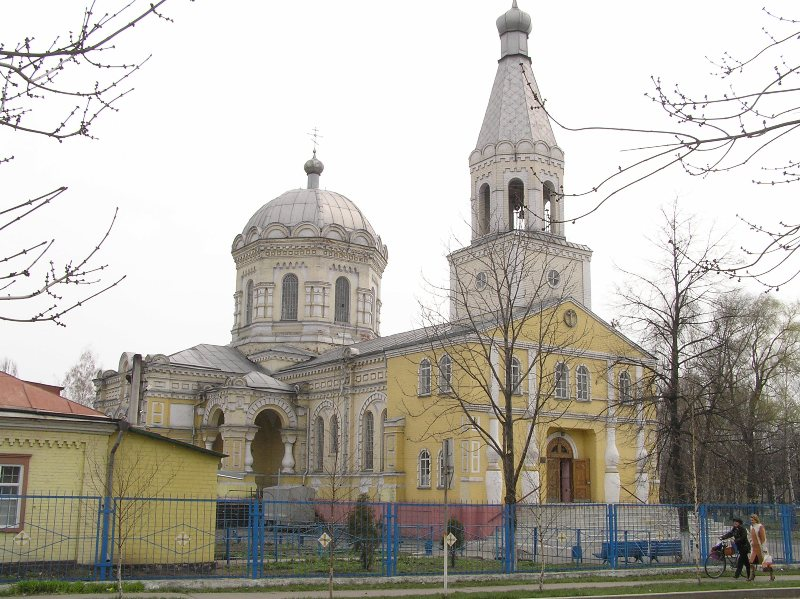
Orthodoxe Kirche St. Peter und Paul von 1910

Die im Nordosten der Oblast liegende Siedlung liegt am Fluss Samara und war bis Juli 2020 das Zentrum des gleichnamigen Rajons Petropawliwka.

## Geschichte
Der Siedlung wurde 1775 zum ersten Mal erwähnt. Seit 1957 hat sie den Status einer Siedlung städtischen Typs

## Verwaltungsgliederung
Am 12. Juni 2020 wurde die Siedlung zum Zentrum der neugegründeten Siedlungsgemeinde Petropawliwka (Петропавлівська селищна громада/Petropawliwska selyschtschna hromada). Zu dieser zählten auch die Siedlung städtischen Typs Salisnytschne und die 6 in der untenstehenden Tabelle aufgelisteten Dörfer, bis dahin bildete sie zusammen mit der Siedlung städtischen Typs Salisnytschne die gleichnamige Siedlungsratsgemeinde Petropawliwka (Петропавлівська селищна рада/Petropawliwska selyschtschna rada) im Zentrum des Rajons Petropawliwka.
Am 17. Juli 2020 kam es im Zuge einer großen Rajonsreform zum Anschluss des Rajonsgebietes an den Rajon Synelnykowe.
Folgende Orte sind neben dem Hauptort Petropawliwka Teil der Gemeinde:
| Name                     | Name       | Name                          |
| ukrainisch transkribiert | ukrainisch | russisch                      |
| ------------------------ | ---------- | ----------------------------- |
| Losowe                   | Лозове     | Лозовое (Losowoje)            |
| Luhowe                   | Лугове     | Луговое (Lugowoje)            |
| Rosdory                  | Роздори    | Раздоры (Rasdory)             |
| Rossischky               | Росішки    | Росишки (Rossischki)          |
| Salisnytschne            | Залізничне | Зализничное (Salisnitschnoje) |
| Samarske                 | Самарське  | Самарское (Samarskoje)        |
| Wassjukiwka              | Васюківка  | Васюковка (Wassjukowka)       |

## Bevölkerung
| 1959  | 1970  | 1979  | 1989   | 2001  | 2014  |
| ----- | ----- | ----- | ------ | ----- | ----- |
| 7.635 | 9.408 | 9.793 | 10.148 | 9.256 | 7.462 |

Quelle:

## Persönlichkeiten
- Jelena Fjodorowna Rosmirowitsch (1886–1953), russische Revolutionärin